# نیکولا زوگیچ
نیکولا زوگیچ (انگلیسی: Nikola Zugić؛ زادهٔ ۳۰ ژانویهٔ ۱۹۹۰) ورزشکار اهل صربستان است.